# Suka Nanti (Rantau Alai)
Suka Nanti is een bestuurslaag in het regentschap Ogan Ilir van de provincie Zuid-Sumatra, Indonesië. Suka Nanti telt 485 inwoners (volkstelling 2010).